# Christian Schwegler
Christian Schwegler (ur. 6 czerwca 1984 w Ettiswil) – piłkarz szwajcarski grający na pozycji prawego obrońcy. Jest bratem Pirmina Schweglera, obecnie piłkarza Eintrachtu Frankfurt.

## Kariera klubowa
Karierę piłkarską Schwegler rozpoczął w amatorskim klubie FC Grosswangen. Następnie w 2001 roku został piłkarzem FC Luzern i od razu przebił się do podstawowego składu. W pierwszej lidze Szwajcarii zadebiutował 17 listopada 2001 w zremisowanym 1:1 wyjazdowym meczu z FC Sankt Gallen. W 2005 roku dotarł z Luzern do finału Pucharu Szwajcarii, jednak jego zespół przegrał 1:3 z FC Zürich. Latem tamtego roku Szwajcar odszedł do niemieckiej Arminii Bielefeld, jednak nie wywalczył miejsca w składzie. Nie zadebiutował w niemieckiej Bundeslidze i grał jedynie w amatorskich rezerwach klubu z Bielefeld.
Na początku 2006 roku Schwegler wrócił do Szwajcarii i został zawodnikiem BSC Young Boys. W stołecznym klubie po raz pierwszy wystąpił 12 lutego 2006 w spotkaniu z Yverdon-Sport FC (2:1). Wiosną tamtego roku wystąpił w przegranym po serii rzutów karnych finale krajowego pucharu z FC Sion. W 2008 i 2009 roku zajął z Young Boys 2. miejsce w lidze. W tym drugim przypadku znów był finalistą krajowego pucharu (Young Boys przegrali 2:3 ze Sionem).
Latem 2009 Schwegler przeszedł za 600 tysięcy euro do austriackiego Red Bull Salzburg. W austriackiej Bundeslidze zadebiutował 19 lipca 2009 w meczu z Austrią Wiedeń.
| Sezon   | Klub              | Kraj       | Rozgrywki    | Mecze | Bramki |
| ------- | ----------------- | ---------- | ------------ | ----- | ------ |
| 2001/02 | FC Luzern         | Szwajcaria | Super League | 24    | 0      |
| 2002/03 | FC Luzern         | Szwajcaria | Super League | 21    | 0      |
| 2003/04 | FC Luzern         | Szwajcaria | Super League | 25    | 0      |
| 2004/05 | FC Luzern         | Szwajcaria | Super League | 29    | 0      |
| 2005/06 | Arminia Bielefeld | Niemcy     | Bundesliga   | 0     | 0      |
| 2005/06 | BSC Young Boys    | Szwajcaria | Super League | 16    | 0      |
| 2006/07 | BSC Young Boys    | Szwajcaria | Super League | 32    | 1      |
| 2007/08 | BSC Young Boys    | Szwajcaria | Super League | 30    | 0      |
| 2008/09 | BSC Young Boys    | Szwajcaria | Super League | 26    | 0      |
| 2009/10 | Red Bull Salzburg | Austria    | Bundesliga   | 35    | 1      |
| 2010/11 | Red Bull Salzburg | Austria    | Bundesliga   | 14    | 0      |
| 2011/12 | Red Bull Salzburg | Austria    | Bundesliga   | 22    | 0      |
| 2012/13 | Red Bull Salzburg | Austria    | Bundesliga   | 17    | 0      |

## Kariera reprezentacyjna
Schwegler w swojej karierze pięciokrotnie wystąpił w reprezentacji Szwajcarii U-21.